# Thysanopyga varians
Thysanopyga varians är en fjärilsart som beskrevs av Butler 1882. Thysanopyga varians ingår i släktet Thysanopyga och familjen mätare. Inga underarter finns listade i Catalogue of Life.